# Антарамеч
Антарамеч (арм. Անտառամեջ) — село в Гегаркуникской области Армении.

## География
Село расположено в северной части марза, к югу от реки Гетик, на расстоянии 102 километров к северу от города Гавар, административного центра области. Абсолютная высота — 1575 метров над уровнем моря.
Климат
Климат характеризуется как умеренно холодный, влажный (Dfb в классификации климатов Кёппена). Среднегодовая температура воздуха составляет 8,2 °C. Средняя температура самого холодного месяца (января) составляет −3,3 °С, самого жаркого месяца (июля) — 19,4 °С. Расчётная многолетняя норма атмосферных осадков — 621 мм. Наибольшее количество осадков выпадает в мае (104 мм).

## Население
| Год переписи | Население          | Население          | Население          | Население            | Население            | Население            |
| Год переписи | Наличное население | Наличное население | Наличное население | Постоянное население | Постоянное население | Постоянное население |
| Год переписи | Всего              | Мужчины            | Женщины            | Всего                | Мужчины              | Женщины              |
| ------------ | ------------------ | ------------------ | ------------------ | -------------------- | -------------------- | -------------------- |
| 2001         | 227                | 101                | 126                | 233                  | 107                  | 126                  |
| 2011         | 142                | 67                 | 75                 | 171                  | 80                   | 91                   |

| Год  | Численность | Численность |
| ---- | ----------- | ----------- |
| 1897 | 133         | [ 8 ]       |
| 1926 | 171         | [ 8 ]       |
| 1939 | 254         | [ 8 ]       |
| 1959 | 387         | [ 8 ]       |
| 1970 | 524         | [ 8 ]       |
| 1979 | 536         | [ 8 ]       |
| 1989 | 66          | [ 8 ]       |
| 2001 | 233         | [ 8 ]       |
| 2011 | 171         | [ 9 ]       |